# 友协街道
友协街道是中华人民共和国黑龙江省哈尔滨市平房区下辖的一个街道办事处。

## 行政区划
友协街道下辖以下村级行政区划单位：
百利社区、双拥社区、新城社区和东风社区。